# Ildephonse Hategekimana
Ildephonse Hategekimana (Mugina, 1 de febrero de 1964) es un soldado ruandés que participó en el Genocidio de Ruanda.
Hategekimana nació el 1 de febrero de 1964, en la comuna de Mugina, prefectura de Gitarama, en el seno de una familia hutu. En 1994, ocupaba el cargo de teniente de las Fuerzas Ruandesas de Defensa, y era el comandante del campamento Ngoma en la prefectura de Butare.
El 27 de noviembre de 2000, el Tribunal Penal Internacional para Ruanda (TPIR) presentó una acusación contra Hategekimana, bajo los cargos de "genocidio, o en la complicidad alternativa de genocidio, incitación directa y pública para cometer genocidio, y de crímenes de lesa humanidad."
Previo a su detención, Hategekimana había sido jefe de seguridad en el campo de refugiados ruandeses en Loukoléla, República del Congo. Vivía allí con su esposa, y era un respetado líder que vivía bajo el alias "Isidore Balihafi".
Hategekimana fue detenido el 16 de febrero de 2003 en la Repúlblica del Congo, y fue enviado a la sede del TPIR en Arusha, Tanzania. El 6 de diciembre de 2010, recibió cadena perpetua. La sentencia fue conformada el 8 de mayo de 2012 por la Cámara de Apelaciones.